# 앤드리아 킹

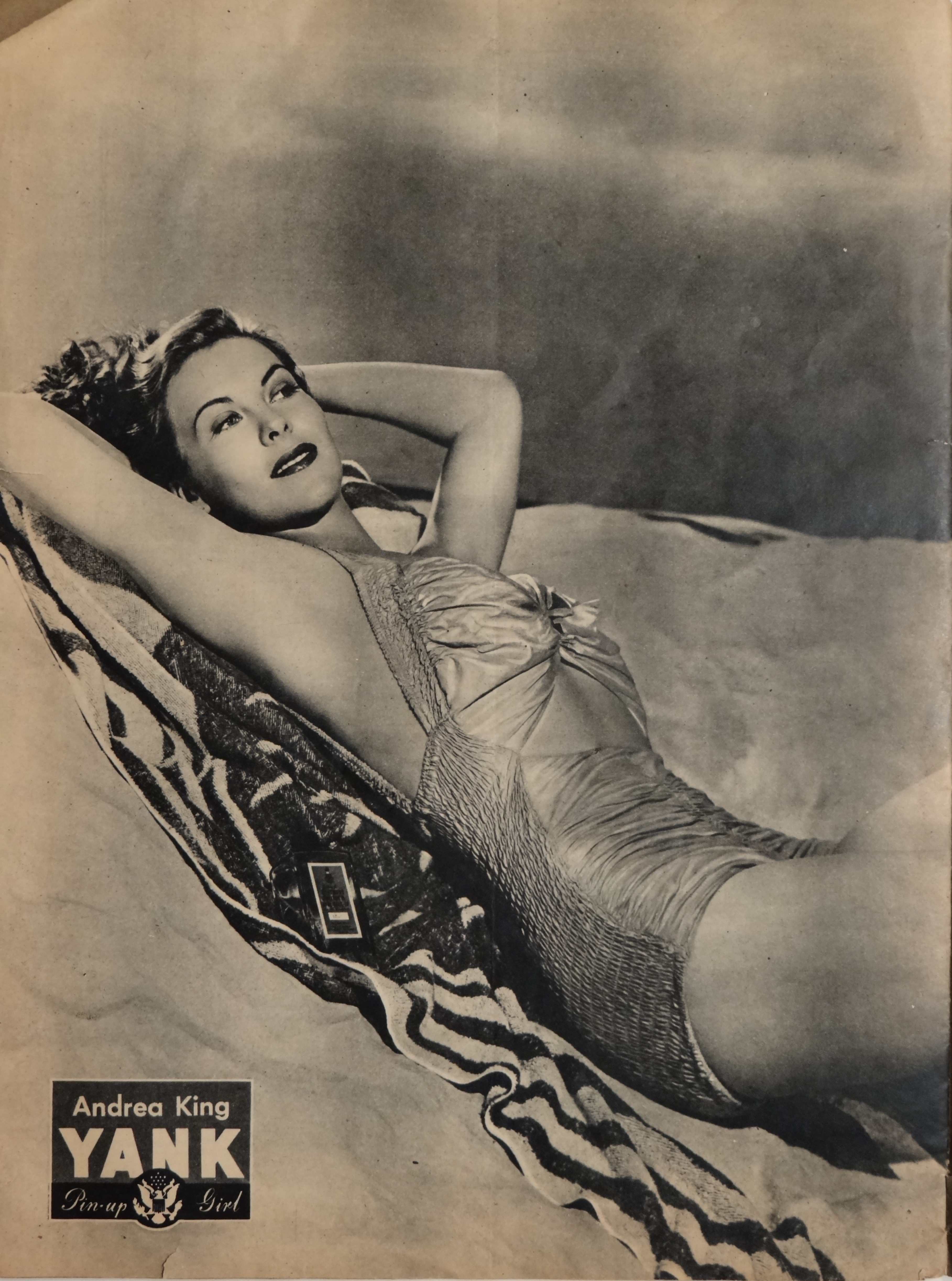

앤드리아 킹(Andrea King, 1919년 2월 1일 ~ 2003년 4월 22일)은 미국의 영화배우, 연극 배우, 텔레비전 배우이다.
파리에서 태어났으며 우들랜드힐스에서 사망하였다.

## 영화
- 인에비터블 그레이스 (1994년)
- 루시는 마술사 (1991년)
- 블랙켄슈타인 (1973년)
- 위험한 연인 (1969년)
- 프리스크립션: 머더 (1968년)
- 사건비화 (1967년)
- 선셋 77번가 (1958년)
- 페리 메이슨 (1957년)
- 검은 태양은 밝아온다 (1957년)
- 세계를 그의 품안에 (1952년)
- 레몬 드롭 키드 (1951년)
- 인어의 노래 (1948년)
- 더 맨 아이 러브 (1947년)
- 마이 와일드 아이리시 로즈 (1947년)
- 핑크 말 타기 (1947년)
- 헐리우드 캔틴 (1944년)